# Joe Lapis
Joseph Paul Lapis (* 10. April 1899 im Komitat Borsod-Abaúj-Zemplén, Ungarn; † 26. Oktober 1991 in San Luis Obispo County, Kalifornien) war ein US-amerikanischer Tontechniker, der ein Mal für den Oscar für die besten Spezialeffekte nominiert war.

## Leben
Der aus Ungarn stammende Lapis begann seine Laufbahn als Tontechniker in der Filmwirtschaft Hollywoods 1929 bei dem romantischen Filmdrama The Mississippi Gambler von Reginald Barker mit Joseph Schildkraut, Joan Bennett und Carmelita Geraghty.
Bei der Oscarverleihung 1941 war Lapis zusammen mit John P. Fulton und Bernard B. Brown für den Oscar für die besten Spezialeffekte nominiert, und zwar für die Filmkomödie The Boys from Syracuse (1940) von A. Edward Sutherland mit Allan Jones, Irene Hervey und Joe Penner.
Im Laufe seiner bis 1964 dauernden Karriere als Tontechniker wirkte Lapis an der Herstellung von über 170 Filme mit, darunter so bekannte Filme wie Mein Freund Harvey (Harvey, 1950) von Henry Koster, Solange es Menschen gibt (Imitation of Life, 1959) von Douglas Sirk, Wer den Wind sät (Inherit the Wind, 1960) von Stanley Kramer sowie Spartacus (1960) von Stanley Kubrick.

## Filmografie (Auswahl)
- 1932: Die Mumie (The Mummy)
- 1933: Eine Frau vergisst nicht (Only Yesterday)
- 1936: Draculas Tochter (Dracula’s Daughter)
- 1936: Mein Mann Godfrey (My Man Godfrey)
- 1937: 100 Mann und ein Mädchen (One Hundred Men and a Girl)
- 1940: Die unsichtbare Frau (The Invisible Woman)
- 1941: Die ewige Eva (It Started With Eve)
- 1941: Der Wolfsmensch (The Wolf Man)
- 1943: Phantom der Oper (Phantom of the Opera)
- 1943: Die Stubenfee (The Butler’s Sister)
- 1944: Weihnachtsurlaub (Christmas Holiday)
- 1944: Die Perle der Borgia (The Pearl of Death)
- 1945: Die Dame im Zug (Lady on a Train)
- 1946: Ich sing’ mich in dein Herz hinein (Because of Him)
- 1947: Ein Doppelleben (Alternativtitel: Mord in Ekstase, Double Life)
- 1948: Startbahn ins Glück (You Gotta Stay Happy)
- 1949: Die Brut des Satans (City Across the River)
- 1949: Liebe auch ohne Patent (Free for All)
- 1949: Abandoned
- 1950: Mein Freund Harvey (Harvey)
- 1950: Abgeschoben (Deported)
- 1950: Verliebt, verlobt, verheiratet (Peggy)
- 1950: Ohne Gesetz (Saddle Tramp)
- 1951: Ausgezählt (Iron Man)
- 1952: Meuterei am Schlangenfluß (Bend of the River)
- 1952: Gegen alle Flaggen (Against All Flags)
- 1952: Unternehmen Rote Teufel (Red Ball Express)
- 1952: Unter falscher Flagge (Yankee Buccaneer)
- 1952: Der Schatz im Canyon (The Treasure of Lost Canyon)
- 1953: Die Glenn Miller Story (The Glenn Miller Story)
- 1953: Auf verlorenem Posten (The Lone Hand)
- 1953: Der Prinz von Bagdad (The Veils of Bagdad)
- 1953: Die Todesbucht von Louisiana (Thunder Bay)
- 1954: Der Schrecken vom Amazonas (Creature from the Black Lagoon)
- 1954: Der eiserne Ritter von Falworth (The Black Shield of Falworth)
- 1955: Was der Himmel erlaubt (All That Heaven Allows)
- 1958: Der Schrecken schleicht durch die Nacht (Monster on the Campus)
- 1959: Solange es Menschen gibt (Imitation of Life)
- 1959–1960: Dezernat M (M Squad, Fernsehserie)
- 1960: Wer den Wind sät (Inherit the Wind)
- 1960: Spartacus
- 1960: Mitternachtsspitzen (Midnight Lace)
- 1960–1961: Am Fuß der blauen Berge (Laramie, Fernsehserie)
- 1960–1961: Alfred Hitchcock Presents (Fernsehserie)
- 1961: Mandelaugen und Lotosblüten (Flower Drum Song)
- 1961: Ein Pyjama für zwei (Lover Come Back)
- 1963: Der Kommodore (A Gathering of Eagles)
- 1963: Die Leute von der Shiloh Ranch (The Virginian, Fernsehserie)
- 1964: Ein Goldfisch an der Leine (Man’s Favorite Sport?)
- 1964: Schick mir keine Blumen (Send Me No Flowers)